# لیت استیونز
لیت استیونز (انگلیسی: Leith Stevens؛ ۱۳ سپتامبر ۱۹۰۹ – ۲۳ ژوئیهٔ ۱۹۷۰) یک آهنگساز اهل ایالات متحده آمریکا بود.
از فیلم‌ها یا مجموعه‌های تلویزیونی که وی در آن‌ها نقش داشته است می‌توان به گمشده در فضا اشاره نمود.